# Canthyporus hottentottus
Canthyporus hottentottus är en skalbaggsart som först beskrevs av Max Gemminger och Edgar von Harold 1868.  Canthyporus hottentottus ingår i släktet Canthyporus och familjen dykare. Inga underarter finns listade i Catalogue of Life.